# Anolis ortonii
Anolis ortonii (аноліс Ортона) — вид ігуаноподібних ящірок родини анолісових (Dactyloidae). Мешкає в Південній Америці. Вид названий на честь американського натураліста Джеймса Ортона.

## Поширення і екологія
Аноліси Ортона мешкають в Колумбії, Еквадорі, Перу, Болівії, Венесуелі, Гаяні, Суринамі, Французькій Гвіані та Бразилії. Вони живуть у вологих тропічних лісах, зокрема в сельві Амазонії та в атлантичних лісах, трапляються в юнзі. Живляться дрібними безхребетними, відкладають яйця.

## Збереження
МСОП класифікує цей вид як такий, що перебуває під загрозою зникнення. Anolis ortonii загрожує знищення природного середовища.